# Дарко Димитров
Дарко Димитров (мак. Дарко Димитров; нар. 21 січня 1973, Скоп'є) — македонський автор пісень, композитор і музичний продюсер. Будучи активізатором головної естрадної сцени в Республіці Македонія, яка впливає на сусідні балканські країни, він також отримав багато нагород за міжнародну співпрацю з багатьма популярними іноземними виконавцями та має понад 30 вітчизняних нагород.
Продюсер пісні «Нінанайна» з Республіки Македонія для Євробачення 2006.

## Біографія
Дарко Димитров народився в 1973 році в Скоп'є, син відомого македонського співака та композитора Славе Димитрова . Його сім'я має багату музичну історію, наприклад, його дідусь Благоя Петров-Карагюле, який був відомий своїм оперним співом, а також співом традиційної музики. Дарко Димитров закінчив Музичну академію в Скоп'є та працює у своїй сімейній музичній студії «Студія Димитрових» разом із батьком та братом Олівером.
Одним з його перших хітів є «Відкрий вікно», реп-пародія на популярну народну пісню у виконанні гурту Нулта Позитив у співпраці з популярним фолк-співаком Мітре Мітревським.
Після продюсування музики хіп-хопу на початку 1990-х Дарко Димитров перейшов на сцену поп-музики. З 1996 року випустив кілька хітів для артистів: Нокаут, Ребека, Кароліна Ґочева, Ерзана, Тоше Проескі, Йован Йованов, Александар Мітевський, Брейк, Александар Рістевський-Принц, Тамара Тодевська, Іскра Трпева, Каліопі, Владо Яневський, DD квартет, Мая Гроздановська Панчева, Роберт Білбілов, Мая Саздановська, Мартін Вучич, Дуле і Кокі, Марія Шерифович, Тіяна, Даніель Джокіч, Александра, Gentiana Ismajli, Леонора Якупі, Аурела, Армен Раджепагіч, Раде Врчаковський та інших.
У 1999 році випустив компакт-диск під назвою «100% хіти — найкраще від Дарко Димитрова» різних виконавців, який досяг рекордів продажів у Македонії.
Його пісні брали участь у багатьох відомих музичних фестивалях, таких як: Skopje Fest у Скоп'є, МакФест у Штипі та Охридські Трубадури — Охрид Фест в Охриді в Республіці Македонія; Sunčane skale та фестиваль музики в Будві в Чорногорії ; Радіофестиваль FERAS в Сербії; Фестиваль Памуккале в Туреччині; Golden Stag у Румунії; Euro Video Grand-Prix; Європейський фестиваль для дітей-інвалідів 2006; Magic Song, Top Fest в Албанії тощо.
У 2006 році пісня Ninanajna продюсера Дарко Димитрова, була македонською піснею для Євробачення 2006. Її виконала македонською та англійською Єлена Рістеська та отримала 56 балів, посівши 12 місце, як найбільший успіх Македонії на Євробаченні.
Дарко Димитров отримав понад 30 нагород у номінаціях «Найкращий продюсер» та «Найкращий аранжувальник». Засновник «M2» — музичної продюсерської компанії разом з Іво Янкоським, який є менеджером відомих македонських груп Leb i Sol, Архангел та Анастасија. Він організував кілька шоу талантів з М2, з яких вийшли відомі македонські виконавці: Єлена Рістеська, Ламбе Алабаковський, Олександра Пілева, 4play, Еміль Арсов і Туна.